# Palazzo Querini alla Carità

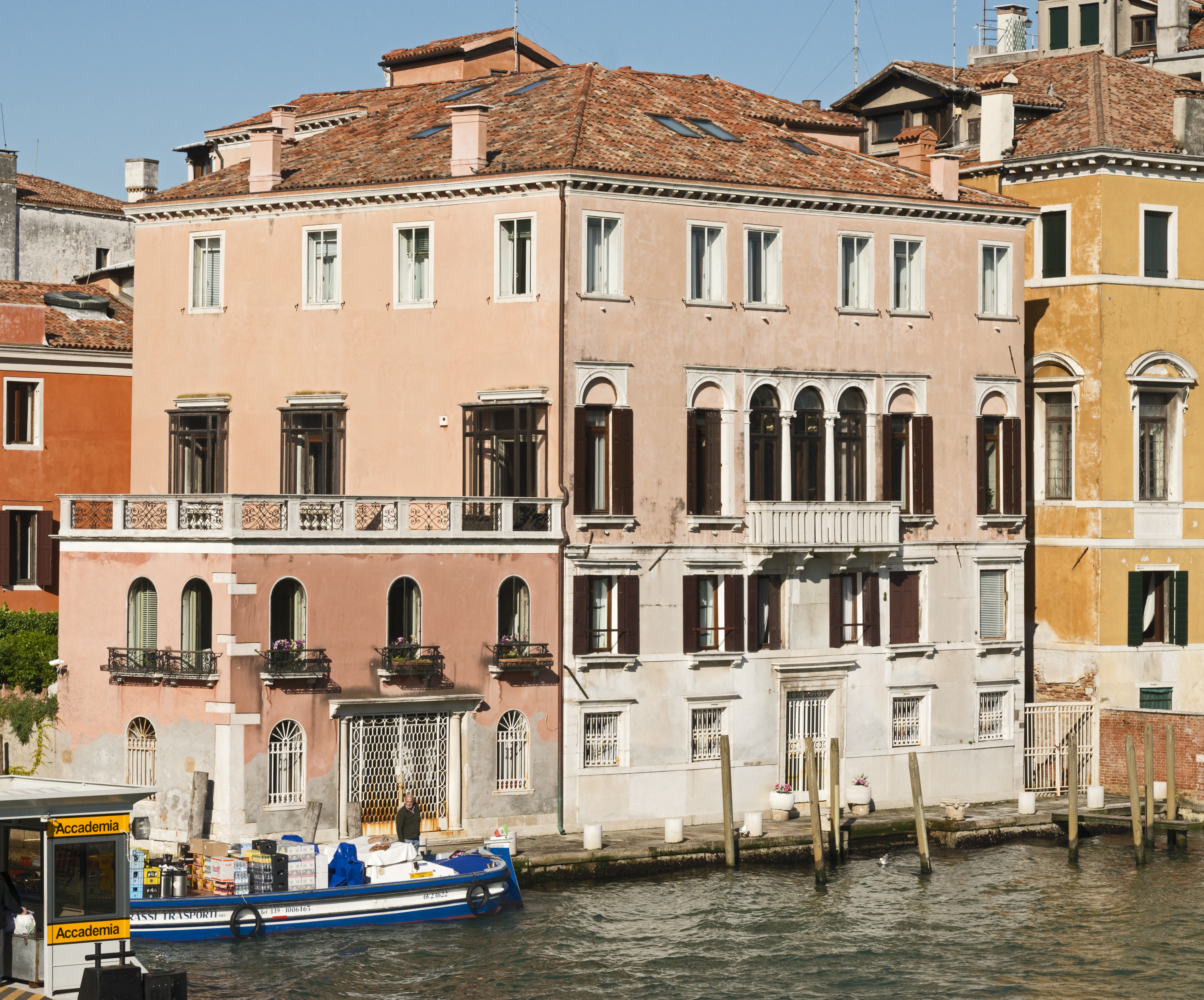
Hauptfassade des Palazzo Querini alla Carità

Palazzo Querini alla Carità, auch Palazzo Querini Vianello, ist ein Palast in Venedig in der italienischen Region Venetien. Er liegt im Sestiere Dorsoduro mit Blick auf den Canal Grande zwischen dem Palazzo Mocenigo Gambara und der Gallerie dell’Accademia.

## Geschichte
Der Palast stammt aus dem 18. Jahrhundert und wurde anstelle eines gotischen Palastes errichtet. 1868 wurde er erweitert. Dort war lange das Konsulat des Vereinigten Königreiches untergebracht und heute ist es Sitz des Amtes für Vermietungen an Touristen.

## Beschreibung
Der Palast zeigt eine charakteristische, klassizistische Fassade, die um ein Dreifachfenster mit Balkon in der Mitte gruppiert ist und mager und linear erscheint. Neben dem Dreifachfenster gibt es noch zwei Paare von Einfachfenstern und die Fenster des Mezzaningeschosses. Das vordere Tor ist rechteckig. Hinter dem moderneren Gebäude erstreckt sich ein kleiner Garten.